# Сульфід кадмію
Сульфі́д ка́дмію — неорганічна сполука з хімічною формулою CdS.

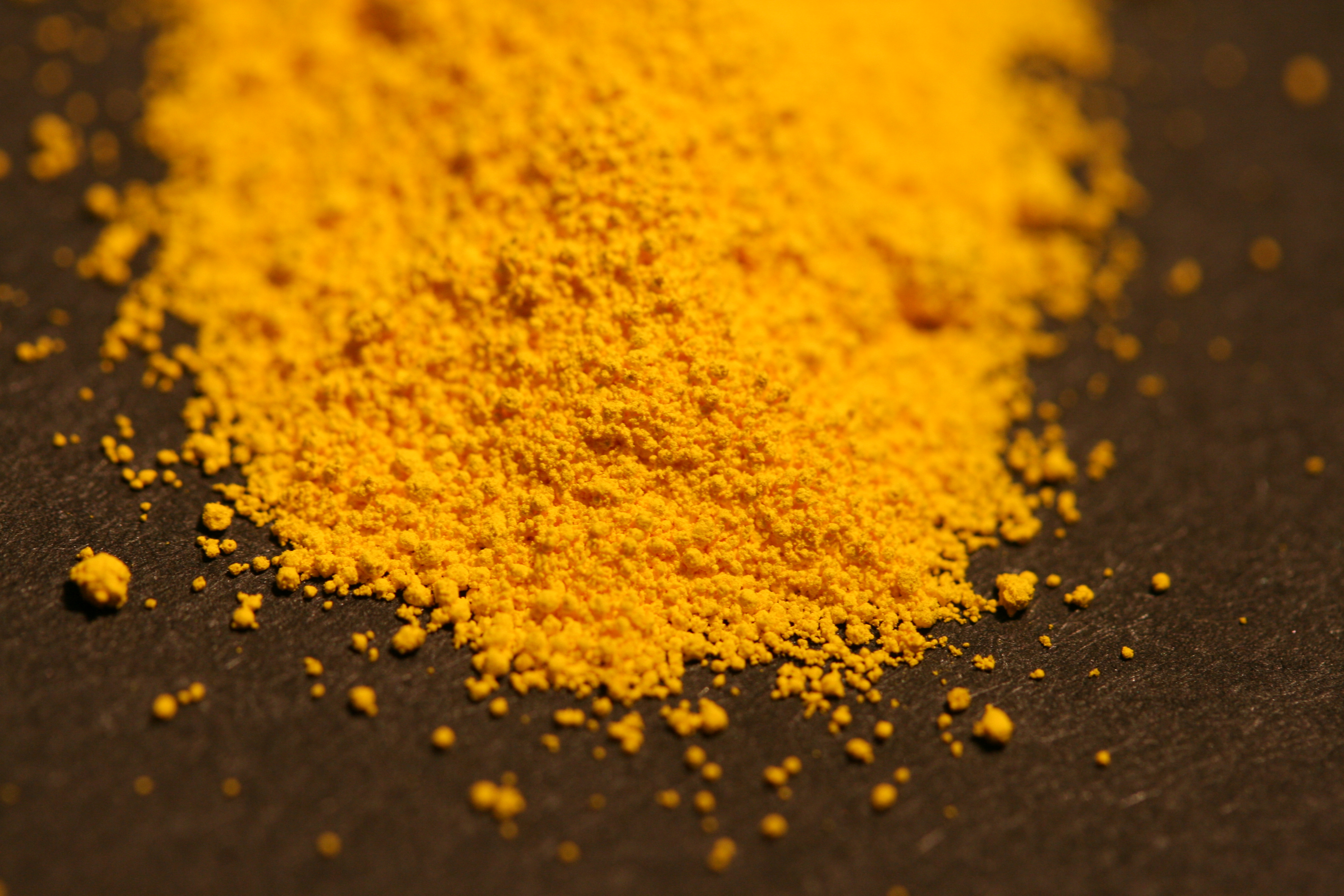
Cadmiumgelb- Pigment

За звичайних умов є твердою речовиною жовтого кольору. Зустрічається у природі у вигляді двох різних кристалічних структур, як от рідкісні мінерали гринокіт та хоуліїт, але є більш поширеним як домішка у подібно структурованих цинкових рудах (наприклад, у сфалериті та вюрциті), які є основними джерелами кадмію.
Сульфід кадмію не горить і не розчиняється у воді, натомість розчиняється у кислотах. У разі нагрівання на повітрі, має місце його розкладання з утворенням отруйних речовин — оксиду кадмію та діоксиду сірки.
Як речовина, яку легко виділити й очистити, сульфід кадмію є джерелом кадмію для всіх комерційних застосувань. Завдяки своєму яскравому жовтому кольору, сульфід кадмію почав використовуватися як пігмент для жовтої фарби «кадмій жовтий» ще у 19-му столітті (1840-х роках).

## Отримання
Сульфід кадмію може бути отримано шляхом осадження із розчинних солей кадмію. Ця реакція використовується для гравіметричного аналізу й якісного неорганічного аналізу.
Cd2+ + Na2S → CdS + 2Na+ (у водному розчині)
Виробництво пігменту, зазвичай, передбачає осадження CdS, промивку твердого осаду для видалення розчинних солей кадмію, з подальшим прожарюванням (випалюванням), щоб перетворити його на гексагональну форму, та наступним подрібненням для отримання порошку.
Обробка продукту впливає на поліморфну форму (отримання кубічної або гексагональної форми). Стверджується, що хімічні методи осадження, приводять до кубічної форми (подібної до цинкової обманки).
Інші способи охоплюють взаємодію сполук кадмію із сіркою:
2CdO + 3S → 2CdS + SO2
2CdCO3 + 3S → 2 CdS + 2CO2 + SO2

## Застосування
Синтетичні пігменти кадмію на основі сульфіду кадмію цінуються за їхню хорошу стійкість до високих температур, світла та погодних умов, хімічну стійкість та високий ступінь непрозорості. Як пігмент, CdS відомий як кадмій жовтий. Станом на 1982 рік, вироблялося близько 2000 тонн жовтого пігменту щорічно, що становило близько 25 % від кадмію, обробленого на комерційній основі.
Також застосовується як барвник у пластику. З екологічних причин, промисловість виробляє нове покоління кадмієвих барвників для художніх фарб, які є надзвичайно хімічно стійкими.
Сульфід кадмію раніше використовувався у напівпровідниках, фоторезисторах або як люмінофори для кінескопів. На основі сульфіду кадмію, створюють наноструктуровані матеріали (квантові точки, нанодротини, нанотрубки тощо), тобто звичайні сполуки, синтезовані у штучно створених кордонах «обмеженої геометрії». Такі матеріали знаходять застосування у медицині та біології як люмінесцентні мітки. Також вони можуть використовуватися в оптоелектроніці, лазерах, світлодіодах, QD-LED дисплеях тощо, наприклад для створення тонких плівок у фотоелектроніці, зокрема у спосіб хімічного осадження з ванни (CBD).

## Безпека
Сульфід кадмію токсичний, особливо він небезпечний при вдиханні у вигляді пилу, а сполуки кадмію загалом класифікуються як канцерогенні. Повідомлялося про проблеми біосумісності, коли CdS використовувався як барвник у татуюваннях.